# (117652) Joséaponte
(117652) Joséaponte est un astéroïde de la ceinture principale.

## Description
(117652) Joséaponte est un astéroïde de la ceinture principale. Il fut découvert le 9 mars 2005 à Mont Lemmon par Mount Lemmon Survey. Il présente une orbite caractérisée par un demi-grand axe de 2,56 UA, une excentricité de 0,07 et une inclinaison de 8,2° par rapport à l'écliptique.